# Dorfkirche Wölpern

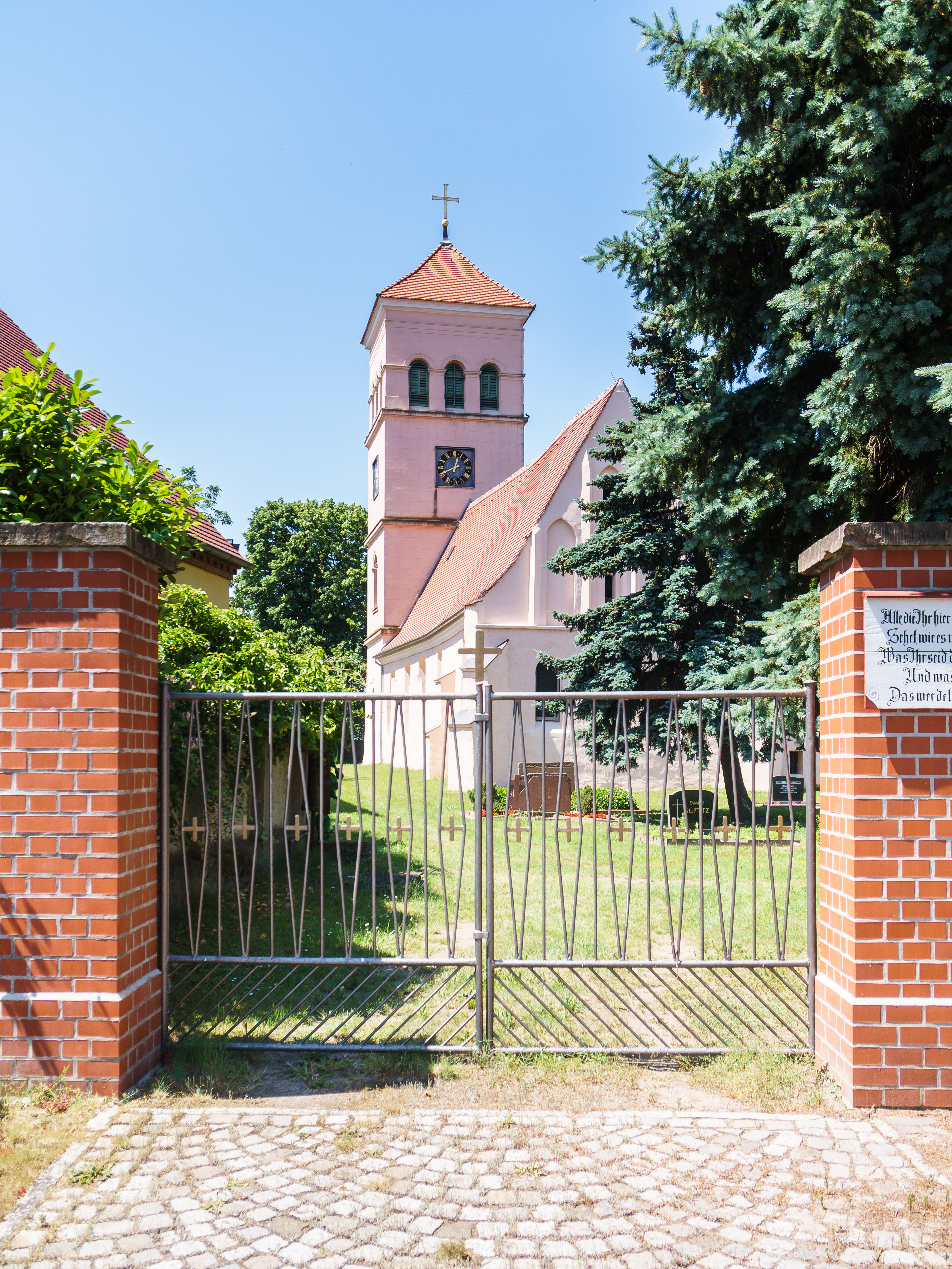
Kirche Wölpern (2021)

Die Dorfkirche Wölpern – auch Kirche „Zur Himmelspforte“ – ist die evangelische Kirche in Wölpern, Ortsteil der Gemeinde Jesewitz, bei Eilenburg im Landkreis Nordsachsen im Freistaat Sachsen.

## Geschichte und Ausstattung
Die Saalkirche ist ein verputzter Bruchsteinbau mit geradem Ostschluss, querrechteckigem Westturm mit Zeltdach, Rundbogenportal und spätgotischem Giebel mit Blendbögen. Sie ist flachgedeckt, hat eine bemalte Holzdecke und ist ausgestattet mit zweiseitiger Empore, Patronatsloge, Altar, Lesetaufe und Orgel. Es finden sich Stil-Elemente von Romanik, Gotik, Klassizismus und Historismus.

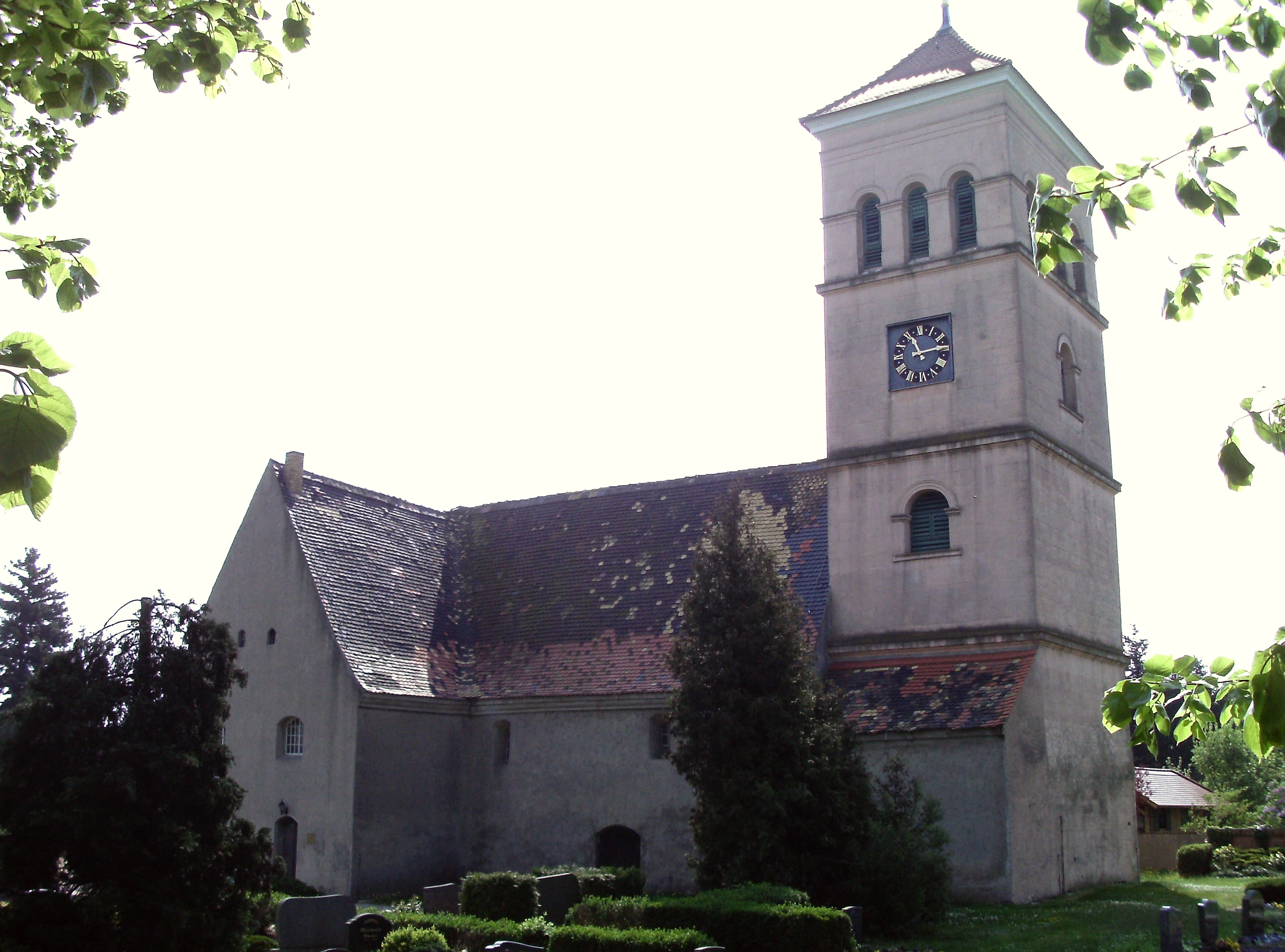
Kirche Wölpern vor der Außensanierung (Foto von 2014)

Das ringsum weithin sichtbare Gotteshaus wurde von 1837 bis 1838 in seine heutige Gestalt umgebaut. Untere Teile des Kirchturms bezeugen die romanische Entstehungszeit im 13. und 14. Jahrhundert.
Laut Chronik von 1660 ist sie vormals Pfarrkirche gewesen, historisch verbunden mit dem Gut Groitzsch. Sie wurde 1632 von Schwedens Feldmarschall Johan Banner zerstört.
Ab 1661 wieder aufgebaut, wurde sie am 7. Februar 1664 auf den Namen „Himmelspforte“ 1664 von Eilenburgs Superintendenten Buchholz wieder geweiht. Zuvor waren ein neuer Dachstuhl mit steilerer Dachneigung entstanden, der Giebel wurde umgebaut, die Fenster wurden verändert und die südliche rundbogige Türöffnung wurde verschlossen. Auch erfolgten der Einbau der Holzbalkendecke, des Groitzscher Chores (Patronatsloge über der Sakristei) und der Empore.
Die Kirche wurde um die vorige Jahrhundertwende innen mit hellen Farben neu gestaltet und erhielt eine stuckverzierte Decke. Einen neuen Altar stiftete Pfarrer Brunner (von Weltewitz auch für Wölpern zuständig). Kanzel und Taufe wurden farblich dem Altar angeglichen, die Orgel repariert und farblich der Innengestaltung angeglichen.
Als wegen Absturzgefahr Teile der Stuckdecke entfernt wurden, kam die barocke Deckenbemalung zum Vorschein. In dieser Zeit konnten Gottesdienste nur im Groitzscher Chor stattfinden, der Patronatsloge mit Platz für etwa 30 Personen.
1829 wurde die Kirche von Major von Landwüst auf Groitzsch saniert, eine neue Orgel (2 Manuale, Pedal, 15 Register) von Orgelbaumeister Friedrich Wilhelm Wäldner aus Halle eingebaut und am 29. November 1830 geweiht.
Die Kirche Wölpern hatte einen niedrigen, nur wenig über das Kirchendach emporragenden Turm ohne Spindel, Knopf und Fahne. 1837 begann dessen Umgestaltung, am 18. September 1838 wurde das Kreuz auf dem Kirchturm befestigt. Im September 1863 wurde eine neue, dreiseitige Kirchturmuhr (Nord, Ost und Süd) eingebaut, gefolgt 1889 von einer neuen Uhr von Uhrmacher Handke aus Pressel. 
Mit der Zeit ging die Bedeutung von Wölpern im Vergleich zu Weltewitz zurück: Am 1. November 1882 wurden Bötzen und Jesewitz nach Weltewitz umgepfarrt und die Kirche Wölpern von den Pfarrern in Weltewitz betreut.
1901 folgten umfangreiche Renovierungsarbeiten: Reparatur von Treppenpodest, Türen, Fenstern, Sakristei-Fußboden, Emporenbrüstungen; Ersatz der mittleren Emporenfüllungen mit kreisförmigen Füllungen, Einbau der stuckierten Kassettendecke aus Gips (an Patronatsloge zusätzlich Wappenbilder von Albrecht von Güntherrodt und Sofia Elisabeth von Schafstedt), Wiederherstellung und Verbesserung der Orgel. Vom Erlös der Spendenaktion, initiiert von Pfarrer Brunner, wurde der neue Altar bezahlt. Taufstein und Kanzel aus dem 17. Jahrhundert wurden der Farbe des Altars angepasst. Wiedereinweihung war am 4. August 1901.
1929 wurden die jetzigen Kirchenfenster eingebaut. 1936 wurden 70 Abendmahlkelche und drei Tabletts angeschafft. 
Ab Januar 1994 war die Kirche nicht mehr nutzbar. Im November 1998 begannen Sanierung und Restaurierung: Der Dachstuhl am Kirchenschiff wurde erneuert und von Schwammbefall befreit, das Dach ausgebessert, elektrische Leitungen erneuert, die Holzdecke im Kirchenschiff gesichert und Kirche mit weißem Farbanstrich und Frieskante versehen. Am 17. Oktober 1999 vollzog Probst Hamel aus Wittenberg die Kircheneinweihung.
Im Jahr 2000 folgten die Instandsetzung des Turmes, Mauerwerksicherung, teilweise neue Fenster, neues Dach, neues vergoldetes Kreuz und die Erneuerung der drei Zifferblätter. Die Kirchturm-Instandsetzung wurde am 16. Dezember 2000 feierlich beendet. 
Im Januar 2002 baute Elektromeister Zetzsche eine Funkuhr mit vergoldeten Zeigern ein, der Glockenschlag der Kirchturmuhr erschallt zur halben Stunde einmal und zur vollen Stunde mit der Stundenzahl. 2003 und 2004 wurde die Bankheizung eingebaut. 
Am 26. Oktober 2018 begann die Neudeckung des Kirchendaches; Fenster, Türen und Kirchenschiff wurden gestrichen. Die Kosten betrugen mehr als 115.000 Euro, davon sind 100.000 Euro Fördermittel und Zuschüsse, so von der Deutschen Stiftung Denkmalschutz.

## Geläut
1837 hatte die Kirche zwei Kirchenglocken. Am 9. März 1882 wurde ein neues Glockengeläut im as-Moll-Dreiklang eingeweiht. 
Die mittlere und die große Glocke mussten 1917 für Kriegszwecke abgegeben werden, sie wurden eingeschmolzen. 
1929 wurden wieder zwei neue Bronzeglocken von der Glockengießerei Schilling in Apolda geliefert, diese wurden 1942 erneut eingeschmolzen. Es verblieb die kleine Glocke aus dem Jahre 1882.
Im Februar 2009 wurde der eiserne Glockenstuhl abgebaut, die Bodendielen wurden verstärkt, neue Balken eingezogen und ein neuer Glockenstuhl aus Holz für drei Glocken gebaut. Die vorhandene kleine Glocke von 1882 erhielt einen neuen Klöppel und einen elektrischen Antrieb. Die Einweihung des neuen Glockenstuhls war am 19. Juli 2009 mit einem Festgottesdienst. 
Ebenfalls 2009 begann die Spendensammlung für zwei neue Kirchenglocken. Ende 2011 konnte der Kunst- und Glockengießerei Lauchhammer der Gießauftrag erteilt werden. Der Guss der großen Glocke mit 500 Kilogramm Gewicht erfolgte am 25. Mai 2012 und der der mittleren Glocke (290 kg) am 1. Juni 2012. Die Glockenweihe war am 24. Juni 2012, die Einweihung des neuen Glockengeläuts am 5. Dezember 2012.

## Besonderheit
In der Kirche steht ein Epitaph von 1557 mit der Darstellung eines Mädchens.